# Tatiana Poma
Tatiana Jahuira Poma (* 18. September 1998) ist eine bolivianische Leichtathletin, die im Mittel- und Langstreckenlauf antritt.

## Sportliche Laufbahn
Erste internationale Erfahrungen sammelte Tatiana Poma im Jahr 2022, als sie bei den Hallensüdamerikameisterschaften in Cochabamba in 4:46,49 min die Silbermedaille im 1500-Meter-Lauf hinter ihrer Landsfrau Jhoselyn Camargo gewann. Zwei Jahre später belegte sie bei den Hallensüdamerikameisterschaften ebendort in 5:10,10 min den fünften Platz über 1500 Meter und sicherte sich im 3000-Meter-Lauf in 11:02,14 min die Silbermedaille hinter ihrer Landsfrau Benita Parra.
In den Jahren 2019 und 2022 wurde Poma bolivianische Meisterin im 5000-Meter-Lauf sowie 2022 auch über 1500 Meter.

## Persönliche Bestleistungen
- 1500 Meter: 4:37,34 min, 24. April 2021 in Cochabamba
  - 1500 Meter (Halle): 4:46,49 min, 19. Februar 2022 in Cochabamba
  - 3000 Meter (Halle): 10:08,16 min, 5. Februar 2022 in Cochabamba
- 5000 Meter: 17:11,24 min, 12. August 2018 in Lima